# Diachasma
Diachasma är ett släkte av steklar. Diachasma ingår i familjen bracksteklar.

## Bildgalleri

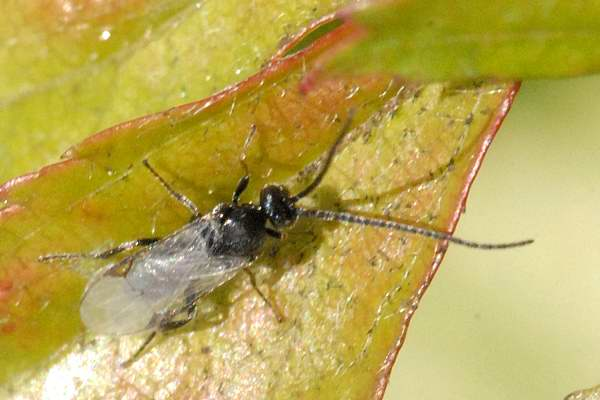

## Dottertaxa tillDiachasma, i alfabetisk ordning[1]
- Diachasma alloeum
- Diachasma anguma
- Diachasma australe
- Diachasma caffer
- Diachasma cephalotes
- Diachasma columbicola
- Diachasma compressigaster
- Diachasma compressiventre
- Diachasma compressum
- Diachasma diachasmoides
- Diachasma extasis
- Diachasma farcium
- Diachasma ferrugineum
- Diachasma fulgidum
- Diachasma graeffei
- Diachasma gressitti
- Diachasma hispanicum
- Diachasma kaltenbachi
- Diachasma muliebre
- Diachasma mysticum
- Diachasma nigrifactum
- Diachasma oborax
- Diachasma peritum
- Diachasma rasilis
- Diachasma rufipes
- Diachasma rugosum
- Diachasma salisburgense
- Diachasma semistriatum
- Diachasma silenis
- Diachasma slovakense
- Diachasma striatitergum
- Diachasma striatum
- Diachasma tasmaniae
- Diachasma wichmanni
- Diachasma xanthopum